# マセラティ・228
マセラティ・228はイタリアの自動車メーカ、マセラティが1989年から1995年まで製造・販売していた高級スポーツカー。

## 概要
- 1984年末に発表したラグジェアリークーペ。マセラティ・425のプラットフォームを流用、マセラティ・ビトゥルボクーペのホイールベースの2,514mmを86mm拡大、マセラティ・ビトゥルボの最上級モデル。

- エンジンは2.8L V型6気筒SOHC18バルブツインターボで最高出力は225PS、主にマセラティ・ビトゥルボシリーズなどの輸出向きモデルを中心に搭載した。価格は825万円。

- デザインはBMW似のフロントマスクで、マセラティ・ビトゥルボシリーズのノーズより鋭くないが穏やかなデザインだった。

## リンク
- マセラティ・ビトゥルボ
- マセラティ・カリフ